# La Jornada
La Jornada és un diari mexicà de circulació nacional, publicat diàriament a la Ciutat de Mèxic. Héctor Aguilar Camín, Miguel Ángel Granados Chapa, Carmen Lira Saade, Humberto Musacchio i Carlos Payán Velver el van fundar el 19 de setembre de 1984. És un diari amb format tabloide, de 32 pàgines. Ocupa el quart lloc nacional en tiratge, i el tercer a la Ciutat de Mèxic. El seu primer director general va ser Carlos Payán. Més endavant, va ser nomenat director fundador i succeït en el càrrec per Carmen Lira.

## Història
La Jornada va tenir els seus orígens en un grup de periodistes que per limitacions a la llibertat de premsa van deixar el projecte del diari Uno más Uno, i que abans havien abandonat el diari Excélsior, després del boicot del govern de Luis Echeverría Álvarez.
Des d'aleshores, s'ha caracteritzat per les crítiques cap al govern federal, el suport a les causes de l'esquerra política i una línia editorial progressista, contrastant amb diaris mexicans de dreta com El Universal o Reforma. En ocasions, La Jornada ha revelat informació relacionada amb la corrupció i conductes qüestionables del govern federal i l'empresariat. El diari ha estat crític amb els governs del Partit Revolucionari Institucional i del Partit Acció Nacional, i amb la política econòmica neoliberal de les darreres dècades, qualificada com a negativa per la majoria dels seus columnistes.
En el pla internacional, és crític amb els successius governs estatunidencs, els seus aliats, les empreses transnacionals i les oligarquies, oposant-se a la globalització. Una altra constant editorial és l'atenció i el seguiment de les causes ambientals, indígenes i de gènere.
La versió en línia va aparèixer el 1995 i permet l'accés lliure a tots els continguts, inclosos els fitxers. Des de la seva aparició, el seu lloc web s'allotja mitjançant contracte comercial a la Universitat Nacional Autònoma de Mèxic. Compta amb una sèrie de diaris regionals als estats de Veracruz, Puebla, Tlaxcala, Morelos, San Luis Potosí, Guerrero, Zacatecas i Aguascalientes. Entre el seus col·laboradors s'hi compten: Leonardo García Tsao, Luis González de Alba, Carlos Monsiváis, Elena Poniatowska i Vicente Rojo.